# Ptolémée de Lucques
Ptolémée de Lucques ou Tolomeo da Lucca est un chroniqueur et théologien italien, membre de l'ordre dominicain et un temps confident et confesseur de Thomas d'Aquin (c. 1236 – c. 1327).

## Biographie
Ptolémée de Lucques rédige vers 1300 le De regimine Principum qui reprend et prolonge l'ouvrage du même nom rédigé par Thomas d'Aquin.
Selon Ptolémée, il y a deux zones en Italie : l'Italie du Centre et du Nord (terre héréditairement de la liberté) et l'Italie du Sud (terre des despotes).
Il s'est aussi intéressé aux questions de démographie.